# Mistrzostwa Świata w Gimnastyce Artystycznej 1992
16. Mistrzostwa Świata w Gimnastyce Artystycznej odbyły się w dniach od 4 do 7 listopada 1992 roku w Brukseli. Zawody zostały zdominowane przez reprezentantki Rosji, które zdobyły złote medale we wszystkich konkurencjach, w tym dwóch ex aequo. Polskę reprezentowała Eliza Białkowska, która w konkursie ćwiczeń z piłką zajęła ósmą pozycję.

## Tabela medalowa
| Miejsce | Państwo        | Złoto | Srebro | Brąz | Razem |
| ------- | -------------- | ----- | ------ | ---- | ----- |
| 1       | Rosja          | 8     | 0      | 0    | 8     |
| 2       | Białoruś       | 2     | 0      | 1    | 3     |
| 3       | Bułgaria       | 0     | 3      | 2    | 5     |
| 4       | Hiszpania      | 0     | 2      | 1    | 3     |
| 5       | Włochy         | 0     | 1      | 1    | 2     |
| 6       | Ukraina        | 0     | 1      | 0    | 1     |
| 7       | Korea Północna | 0     | 0      | 1    | 1     |
| 7       | Rumunia        | 0     | 0      | 1    | 1     |

## Medalistki
| Konkurencja:                  | Złoto:                           | Srebro:                     | Brąz:             |
| Układy indywidualne           |                                  |                             |                   |
| wielobój indywidualnie        | Oksana Kostina                   | Maria Pietrowa              | Larisa Łukianenko |
| ćwiczenia ze skakanką         | Larisa Łukianenko Oksana Kostina |                             | Irina Deleanu     |
| ćwiczenia z piłką             | Oksana Kostina                   | Maria Pietrowa Carmen Acedo |                   |
| ćwiczenia z obręczą           | Larisa Łukianenko Oksana Kostina |                             | Maria Pietrowa    |
| ćwiczenia z maczugami         | Oksana Kostina                   | Maria Pietrowa              | Diana Popowa      |
| Drużynowe układy zbiorowe     |                                  |                             |                   |
| wielobój                      | Rosja                            | Hiszpania                   | Korea Północna    |
| ćwiczenia z jednym przyrządem | Rosja                            | Włochy                      | Hiszpania         |
| ćwiczenia z dwoma przyrządami | Rosja                            | Ukraina                     | Włochy            |